# Guillaume de Machaut: Messe de Notre Dame
Guillaume de Machaut: Messe de Notre Dame es un álbum de música medieval grabado en el año 1995 y lanzado al mercado en 1996 por el Ensemble Organum, bajo la dirección de Marcel Pérès. Contiene la Messe de Nostre Dame de Guillaume de Machaut con las partes habituales del Ordinario de la Misa (Kyrie, Gloria, Credo, Sanctus y  Agnus Dei) seguidas por la pieza final Ite missa est. La grabación es una reconstrucción de una misa completa, para lo cual se han añadido el resto de los cantos que constituyen el Propio de la Misa, escogiendo la festividad de la Purificación de la Virgen del 2 de febrero para tal fin.

## Pistas
1. "Suscepimus Deus misericordiam tuum" (Introitus) - 5'00
2. "Kyrie Eleison" - 10'08
3. "Gloria" - 5'57
4. "Suscepimus Deus misericordiam tuum" (Graduale) - 5'12
5. "Adorabo ad templum sanctum" (Alleluia) - 2'51
6. "Credo" - 9'37
7. "Diffusa est gratia in labiis tuis" (Offertorium) - 2'36
8. "Vere dignum et justum est" (Prefatio) - 2'44
9. "Sanctus" - 4'46
10. "Agnus Dei" - 3'27
11. "Responsum accepit Symeon" (Communio) - 2'53
12. "Ite missa est" / "Deo gratias" - 1'21

## Intérpretes
- Marcel Pérès (director)
- Jérôme Casalonga
- Jean-Étienne Langianni
- François Barbalozi
- Jean-Pierre Lanfranchi
- Frédéric Richard
- Malcolm Bothwell
- Antoine Sicot

## Información adicional
- Referencias:
  - 1996 - Harmonia mundi HMC 90 1590
  - 2008 - Harmonia mundi HMG 501590
- Grabación: Noviembre de 1995 en la Catedral de Reims
- Ingeniero de sonido: Jean-Martial Golaz